# Южный (Милославский район)
Южный — посёлок в Милославском районе Рязанской области. Входит в состав Милославского сельского поселения.

## География
Находится в юго-западной части Рязанской области, в лесостепной зоне, в пределах Среднерусской возвышенности.

### Климат
Климат характеризуется как умеренно континентальный, с тёплым летом и умеренно холодной снежной зимой. Среднегодовая температура воздуха — 4,4 °C. Средняя температура воздуха самого холодного месяца (января) — −10,4 °C (абсолютный минимум — −40 °C); самого тёплого месяца (июля) — 19,4 °C (абсолютный максимум — 39 °C). Безморозный период длится около 135—155 дней. Среднегодовое количество осадков — 548 мм, из которых 363 мм выпадает в период с апреля по октябрь. Снежный покров держится в течение 120—147 дней.

## История
В 1966 г. указом президиума ВС РСФСР посёлок центрального отделения совхоза «Прогресс» переименован в Южный.

## Население
| 2010 |
| ---- |
| 354  |

## Известные уроженцы, жители
- В посёлке работала, жила после ухода на пенсию вплоть до своей кончины фронтовичка, знатный животновод, Герой Социалистического Труда Трифонова, Наталья Ивановна (1918-1994).

## Инфраструктура
Личное подсобное хозяйство с зоной сельскохозяйственного использования, индивидуальная застройка усадебного типа.
Октябрьская школа.

## Транспорт
Остановка общественного транспорта «Южный».